# Poznańska Wiosna Muzyczna
Poznańska Wiosna Muzyczna (dokładnie: Międzynarodowy Festiwal Muzyki Współczesnej Poznańska Wiosna Muzyczna) – festiwal muzyki poważnej, odbywający się w Poznaniu wiosną lub wczesną wiosną (z kilkoma latami przerw). 
Na każdym festiwalu rozbrzmiewa muzyka kameralna, symfoniczna i elektroniczna w wykonaniu zespołów i solistów z Europy i świata. 
Areną festiwali są Aula UAM i Aula Nova.
Wstęp na wszystkie koncerty "Poznańskiej Wiosny Muzycznej" jest bezpłatny.

## Historia
Pierwsza edycja festiwalu odbyła się w 1961 w ramach 2. Wielkopolskiego Festiwalu Kulturalnego i prezentowała przede wszystkim twórczość kompozytorów poznańskich. Jej inicjatorami byli Tadeusz Szeligowski i Florian Dąbrowski.
Po śmierci Tadeusza Szeligowskiego (10.01.1963) organizacją festiwalu zajął się jego uczeń, kompozytor Florian Dąbrowski. Za jego kierownictwa "Poznańska Wiosna" zyskała rangę imprezy ogólnopolskiej. W 1964 festiwal nosił podtytuł "Festiwal Polskiej Muzyki Współczesnej", a podczas koncertów festiwalowych prezentowano utwory polskich kompozytorów m.in. Witolda Lutosławskiego, Tadeusza Bairda, Grażyny Bacewicz, Kazimierza Serockiego oraz Henryka Mikołaja Góreckiego, Krzysztofa Pendereckiego i Wojciecha Kilara.
W 1970, kolejnym dyrektorem festiwalu został Alojzy Andrzej Łuczak. Dzięki jego staraniom dokonała się instytucjonalizacja "Poznańskiej Wiosny Muzycznej". Pieczę organizacyjną i artystyczną nad festiwalem objęła Filharmonia Poznańska, a oficjalną kontrolę sprawował Zarząd Główny Związku Kompozytorów Polskich i Ministerstwo Kultury i Sztuki. Powołano też Komitet Organizacyjny i Komisję Repertuarową, a także opracowano szczegółowy regulamin festiwalu. W połowie lat 70. festiwal wzbudzał ogromne zainteresowanie. Zamawiano nowe utwory, zapraszano wykonawców z zagranicy, w programach pojawiały się utwory oratoryjno-kantatowe, opery i balety. Festiwal gościł najwybitniejszych polskich kompozytorów: Witolda Lutosławskiego, Tadeusz Baird, Kazimierz Serocki. Do 1981 corocznie podczas festiwalu przyznawano też nagrody dla najlepszych wykonawców festiwalu - solistów i zespołów.
Z początkiem lat 80. zainteresowanie festiwalem osłabło, a organizatorzy zmagali się z brakiem środków finansowych. 
W latach 1993–1999 oraz 2008-2010 funkcję dyrektora festiwalu pełnił Zbigniew Kozub.
W 1995 podjęto decyzję o przekształceniu festiwalu w biennale i tak w latach 1995, 1997 i 1999 zamiast "Poznańskiej Wiosny" odbyły się imprezy o randze lokalnej pod nazwą Dni Kompozytorów Poznańskich.
W 1999 Maciej Jabłoński (nowy dyrektor) i Krzysztof Meyer zmienili profil festiwalu. W programie znalazły się prawykonania utworów polskich kompozytorów, niektóre w wykonaniu zagranicznych instrumentalistów, a także klasyka XX wieku. Przywrócono nazwę festiwalu i poszczególnym edycjom "Wiosny" nadano tytuł przewodni, według którego dobierane były utwory i tak
- w 2000: "Sacrum w muzyce"
- w 2002: "Muzyka - erotyzm - kultura"
- w 2004: "Pokolenie X" (najmłodszych kompozytorów).

Od 2012 funkcję dyrektora artystycznego nad festiwalem sprawuje Artur Kroshel. 
Początkowo festiwal odbywał się co roku, od 1995 co dwa lata, w 2006 nie odbył się, a od 2012 powrócono do cyklu corocznego.
W marcu 2016 odbyła się 45. jubileuszowa edycja Międzynarodowego Festiwalu Muzyki Współczesnej „Poznańska Wiosna Muzyczna”, której myślą przewodnią było Skupienia-oddalenia. Organizatorem 45. edycji festiwalu był Związek Kompozytorów Polskich Oddział w Poznaniu oraz agencja artystyczna More Than One Production.

## Dyrektorzy
- 1961-1963: Tadeusz Szeligowski
- 1964-1970: Florian Dąbrowski
- 1970-: Alojzy Andrzej Łuczak
- 1989-1992: Lidia Zielińska
- 1993-1999: Zbigniew Kozub
- 1999-2004: Maciej Jabłoński
- 2008-2010: Zbigniew Kozub
- od 2012: Artur Kroshel